# Восстание войта Альберта
Восстание войта Альберта (пол. Bunt wójta Alberta) — восстание в Кракове в 1311—1312 годах.

## Предыстория
В 1241 году, во время монгольского вторжения в Польшу, Краков был почти полностью уничтожен монголами. В 1257 году Краков был отстроен вновь, и Болеслав V Стыдливый даровал ему самоуправление в соответствии с магдебургским правом. В город начали активно прибывать переселенцы из немецких земель.
В 1291 году Краков был завоёван чешским королём Вацлавом II, который в 1300 году стал и королём Польши. После его смерти Краков захватил польский князь Владислав I Локетек, власть же над Чехией в 1310 году перешла к Иоганну Люксембургскому, который продолжал претендовать на титул короля Польши; также он стремился вассализовать Силезские княжества.

## Восстание
В 1311 году Альберт, который был войтом Кракова с 1290 года, поднял восстание против Владислава, стремясь передать город Иоганну Люксембургскому. Восстание опиралось на немецкоговорящих жителей Кракова, его поддержал ряд окрестных монастырей и бывший краковский епископ Ян Муската.
Иоганн Люксембургский не смог прибыть на помощь восставшим, так как против него самого восстала Моравия, и потому в качестве его представителя в Краков из Силезии отправился Болеслав I Опольский. Однако повстанцы не смогли взять Вавельского замка, обороняемого княжеской дружиной, и когда Владислав Локетек, с венгерской помощью восстановивший контроль над Малой Польшей, подошёл к Кракову, Альберт и Болеслав Опольский бежали.

## Итоги и последствия
В Ополе Альберт по неизвестной причине был брошен Болеславом в темницу, а освобождён оттуда пять лет спустя был уже сыном князя, тоже Болеславом, после чего выехал в Прагу, где и умер. Яна Мустката гнезненский архиепископ Якуб Свинка объявил «врагом народа польского».
В наказание за восстание Краков был лишён многих привилегий, а его немецкоговорящие жители подверглись репрессиям. Для выявления неполяков использовался шибболет «Soczewica, koło, miele, młyn»; всякий человек, старше 7 лет, который не мог правильно произнести по польски эти четыре слова, подвергался казни, изгнанию либо конфискации имущества. Это привело к быстрой полонизации населения города.